# Dawn Upshaw
Dawn Upshaw (Nashville, 17 luglio 1960) è un soprano statunitense che canta sia l'opera che la canzone d'autore; il suo repertorio va dal barocco al contemporaneo.
Molti compositori, tra cui Osvaldo Golijov, John Harbison, Esa-Pekka Salonen, John Adams e Kaija Saariaho, hanno scritto per lei. Ha vinto cinque Grammy Award.

## Biografia
Dawn Upshaw si è laureata nel 1982 all'Illinois Wesleyan University, dove ha studiato canto con il Dr. David Nott, ed ha continuato a studiare canto con Ellen Faull presso la Manhattan School of Music di New York. Ha inoltre frequentato corsi tenuti da Jan DeGaetani nella Scuola di Musica di Aspen.
Ha debuttato al Metropolitan Opera House nel 1984 come Contessa di Ceprano in Rigoletto per arrivare nel 1989 ad Ilia in Idomeneo, nel 1991 Pamina ne Il flauto magico, nel 1992 Susanna ne Le nozze di Figaro, nel 1994 Blanche de la Force ne I dialoghi delle Carmelitane, nel 1996 Gretel in Hänsel e Gretel, nel 1997 Cherubino ne Le nozze di Figaro ed Anne Trulove in La carriera di un libertino, nel 1999 Daisy Buchanan nella prima esecuzione assoluta de Il grande Gatsby di John Harbison e nel 2000 Mélisande in Pelléas et Mélisande.
Fino ad oggi la Upshaw ha fatto 285 apparizioni al Met.
Al Wiener Staatsoper nel 1990 è Pamina ne Il flauto magico e nel 1998 Susanna ne Le nozze di Figaro.
Al Opéra national de Paris nel 1992 è l'Angelo in San Francesco d'Assisi, nel 1996 Ilia in Idomeneo, nel 1997 Mélisande in Pelléas et Mélisande, nel 1999 Pamina ne Il flauto magico e nel 2004 Blanche ne I dialoghi delle Carmelitane.
Al Glyndebourne Festival Opera nel 1993 è Hero in Béatrice et Bénédict di Hector Berlioz e nel 1996 Theodora di Georg Friedrich Händel.
All'Opera di Santa Fe (Nuovo Messico) nel 1993 è Romilda in Serse con Frederica von Stade, nel 2002 è Clemence in L'Amour de Loin di Kaija Saariaho e nel 2005 Margarita Xirgu in Ainadamar di Osvaldo Golijov.
Al San Francisco Opera nel 1995 è Eurydice in Orfeo ed Euridice e nel 2004 The Vixen in The Cunning Little Vixen di Leoš Janáček.
Al Grand Théâtre di Ginevra nel 1996 ha tenuto un recital con Olaf Bär e da sola nel 2003.
Al Royal Opera House è Vixen Sharp-Ears in The Cunning Little Vixen nel 2003.
La Upshaw ha raggiunto la fama internazionale con il suo milione di vendite dalla registrazione (terza posizione nella classifica Recording Industry Association of New Zealand e sesta posizione nella Official Albums Chart), con David Zinman, della Sinfonia n. 3 di Henryk Górecki, nota come la Sinfonia dei Cantici Dolorosi (Symfonia pieśni żałosnych).
Negli ultimi dieci anni ha debuttato oltre 25 nuove opere ed ha abbracciato diversi lavori creati per lei, tra cui il Grawemeyer Award vincitore dell'opera L'Amour de Loin di Kaija Saariaho, Il Grande Gatsby di John Harbison, El Niño da John Adams (compositore), l'opera da camera Ainadamar ed il ciclo di canzoni Ayre di Osvaldo Golijov. Nel 2009 ha debuttato il ciclo di canzoni Il vento del Nord di David Bruce.
Oltre ai suoi dischi d'opera, ha anche cantato il ruolo della protagonista nella prima registrazione completa della partitura di George Gershwin Oh, Kay!.
Ha inoltre inciso un album di canzoni di Vernon Duke e Richard Rodgers e Lorenz Hart. La Upshaw è stata ospite del Presidente degli Stati Uniti Bill Clinton e della signora Clinton nel servizio della NBC per il Natale a Washington. La BBC ha presentato una trasmissione televisiva in prima serata del suo concerto al The Proms di Londra del 1996, "Dawn at Dusk", in cui ha eseguito brani di musical americani. Con James Levine ha inciso una registrazione nel 1997 di arie di Claude Debussy.
Dawn Upshaw è Direttore Artistico del Corso di Laurea in Arti vocali presso il Bard College Conservatory of Music dal 2006 ed è membro di facoltà presso il Tanglewood Music Center. È divorziata, madre di due figli e vive nei pressi di New York. Nel 2006 le è stato diagnosticato e trattato in stadio precoce un cancro al seno.
Nel 2012 ha tenuto un concerto al Ravinia Festival di Chicago.

## Discografia parziale
- Adams: El Niño - Dawn Upshaw/Deutsches Symphonieorchester Berlin/Kent Nagano/Lorraine Hunt Lieberson/Willard White, 2001 Nonesuch Records
- Barber: Knoxville - Summer of 1915 (musiche di Samuel Barber, Gian Carlo Menotti, John Harbison ed Igor' Fëdorovič Stravinskij) - Dawn Upshaw, David Zinman, Orchestra of St. Luke's - Nonesuch Records - Grammy Award per Best Classical Vocal Soloist nel 1989
- Berg: Lyric Suite - EP - Dawn Upshaw & Kronos Quartet - 2003 Nonesuch Records - Grammy Award per Best Chamber Music Performance nel 2003
- Canteloube, Chants d'Auvergne - Dawn Upshaw/Kent Nagano/Lyon Opera Orchestra, 1994 Erato
- Debussy, Forgotten Songs - Dawn Upshaw & James Levine, 1997 SONY BMG
- Debussy: Nocturnes, La Damoiselle Élue & Le Martyre de St. Sebastien - Dawn Upshaw/Esa-Pekka Salonen/Los Angeles Philharmonic/Paula Rasmussen, 1994 SONY BMG
- Golijov: Ainadamar - "Fountain of Tears" - Atlanta Symphony Orchestra, Dawn Upshaw & Robert Spano - 2006 Deutsche Grammophon - Grammy Award per Best Opera Recording nel 2006
- Golijov: Ayre & Berio: Folksongs - Dawn Upshaw & The Andalucian Dogs, 2005 Deutsche Grammophon
- Gorecki: Symphony No. 3 - David Zinman, Dawn Upshaw & London Sinfonietta - 1992 Nonesuch Records
- Handel: Theodora (Glyndebourne) - Lorraine Hunt/David Daniels/Dawn Upshaw/Richard Croft/William Christie/Orchestra of the Age of Enlightenment/The Glyndebourne Chorus, 2013 Glyndebourne Enterprises
- Mahler, Symphonies Nos. 1 & 4 - Daniel Majeske/Christoph von Dohnanyi/Cleveland Orchestra/Dawn Upshaw, 1999 Decca
- Mozart, La Finta Giardiniera - Charlotte Margiono/Concentus Musicus Wien/Dawn Upshaw/Edita Gruberova/Monica Bacelli/Nikolaus Harnoncourt/Thomas Moser, 1992 Teldec
- Mozart, Le nozze di Figaro - Dame Kiri Te Kanawa/Dawn Upshaw/Ferruccio Furlanetto/James Levine/Metropolitan Opera Orchestra, 2005 Deutsche Grammophon
- Saariaho: 6 Japanese Gardens, Pres, Lonh - Dawn Upshaw/Anssi Karttunen/Camilla Hoitenga/Kaija Saariaho, 1997 Ondine
- Vivaldi: Gloria - Bach: Magnificat - Atlanta Symphony Chorus/Atlanta Symphony Orchestra/Dawn Upshaw/Robert Shaw, 1989 Telarc
- Upshaw, The Girl with Orange Lips - Dawn Upshaw (musiche di Manuel de Falla, Maurice Ravel, Igor Stravinsky, Earl Kim e Maurice Delage - 1991 Nonesuch - Grammy Award per Best Classical Vocal Soloist nel 1991
- I Wish It So - Dawn Upshaw, 1994 Nonesuch
- Dawn Upshaw Sings Rodgers & Hart - 1996 Nonesuch/Warner
- The World So Wide - Dawn Upshaw, 1998 Nonesuch/Warner
- Hommage à Jane Bathori - Jerome Ducros & Dawn Upshaw, 1999 Erato
- Dawn Upshaw Sings Vernon Duke - 1999 Nonesuch/Warner
- Upshaw, Voices of Light - Dawn Upshaw & Gilbert Kalish, 2004 Nonesuch
- Upshaw, Angels Hide Their Faces: Dawn Upshaw Sings Bach and Purcell, 2005 Warner
- Winter Morning Walks - Maria Schneider & Dawn Upshaw, 2013 ArtistShare - Grammy Award for Best Classical Vocal Solo 2014